# Atlantic Conveyor
Atlantic Conveyor – brytyjski statek typu CONRO, służący jako transportowiec wojskowy podczas wojny o Falklandy w 1982 roku. Zatonął po trafieniu dwoma argentyńskimi pociskami rakietowymi Exocet.
Należący do linii Cunard, mający 14 950 ton nośności statek, został zbudowany razem z sześcioma innymi podobnymi statkami nazwanymi Atlantic, ale budowanymi dla różnych armatorów oraz znajdującymi się pod różnymi banderami.
Razem z jego siostrzanym statkiem, „Atlantic Causeway”, „Atlantic Conveyor” został zmobilizowany podczas wojny o Falklandy jako transportowiec wojska. Oba statki zostały użyte do przerzucania zaopatrzenia oraz sprzętu dla brytyjskich żołnierzy walczących na Falklandach.
„Atlantic Conveyor” wypłynął w kierunku teatru działań 25 kwietnia 1982, przewożąc 6 śmigłowców Westland Wessex z 848. dywizjonu FAA i pięć ciężkich śmigłowców transportowych Chinook HC.1 z 18. dywizjonu RAF. Z Wyspy Wniebowstąpienia zabrał dalsze 8 samolotów Sea Harrier FRS.1 z 809. dywizjonu FAA i 6 Harrierów GR.3 RAF, zostawiając jednego Chinooka, po czym popłynął na południowy Atlantyk. Dopływając do Falklandów w połowie maja, dostarczył Harriery na lotniskowce HMS „Hermes” (GR.3 i część FRS.1) i „Invincible”.
25 maja 1982 „Atlantic Conveyor” został trafiony przez dwa pociski rakietowe AM.39 Exocet wystrzelony przez parę argentyńskich samolotów  Super Etendard. Na statku wybuchł gigantyczny pożar, został on opuszczony przez załogę oraz ekipę ratowniczą, która starała się go opanować. Po jego wygaśnięciu statek został wzięty na hol jednak zatonął 31 maja. Jedynie jeden śmigłowiec Chinook i jeden Wessex, które w tym czasie znajdowały się w powietrzu, ocalały, a pozostałe zatonęły wraz ze statkiem, co było bolesną stratą dla wojsk brytyjskich na Falklandach. Prócz nich utracono blisko 600 bomb lotniczych, wyposażenie polowego lądowiska dla Harrierów (m.in. sprzęt diagnostyczny, naprawczy i do tankowania) oraz około 4000 namiotów zimowych. Zginęło 12 członków załogi, w tym kapitan statku Ian North, odznaczony pośmiertnie krzyżem Distinguished Service Cross.